# Спортивний мотоцикл

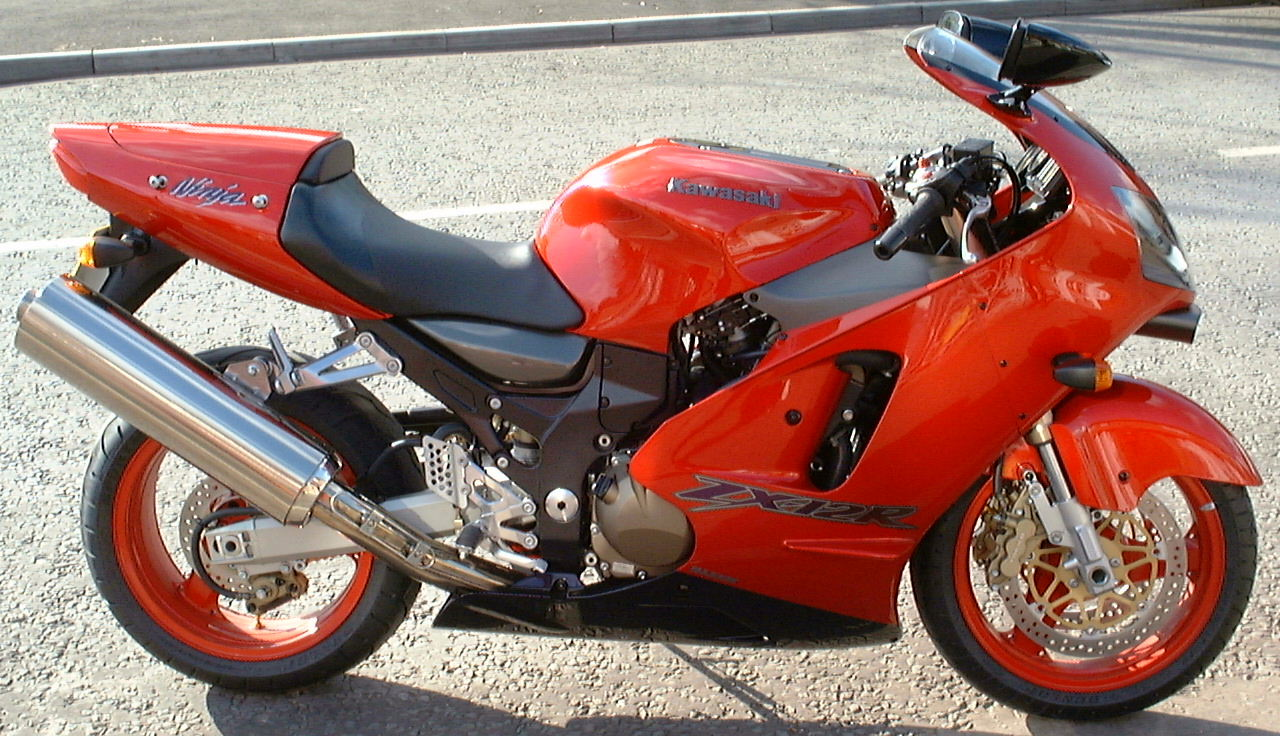
Спортбайк Kawasaki ZX-12R

Спорти́вний мотоци́кл, або спортба́йк — тип мотоцикла, що спеціально розроблений для досягнення максимальної швидкості, прискорення, гальмування, нехтуючи при цьому комфортністю та економічністю споживання палива більшості інших типів мотоциклів.

## Особливості спортивного мотоцикла
При розробці спортивного мотоцикла, розробники роблять акцент на швидкість, прискорення, гальмування і маневреність; є певні елементи дизайну, що використовуються у більшості мотоциклів цього типу. Елементи управління байком характеризуються більшою функціональністю, в другу ергономікою та дизайном. Як правило, це означає більш високо розташовані підніжки, які піднімають ноги ближче до тіла; кермо є меншим та розташоване далі від водія, таким чином, що при їзді водій мотоцикла перебуває у нахиленому вперед положенні, тулуб знаходиться над баком. Спортивні мотоцикли оснащені порівняно потужними двигунами, розташованими всередині легкої рами. Високі технології і дорогі матеріали часто використовуються при складанні спортбайків для зменшення їх маси.
Гальмівна система зазвичай поєднує в собі високопродуктивні гальмівні колодки і гальмівні диски з мульти-поршневими супортами. Підвісні системи є передовими в плані технології та матеріалів для підвищення стабільності і довговічності. Передні і задні колеса більші і ширші, ніж шини на інших типах мотоциклів, щоб на високих швидкостях входити у повороти. Обтічники мають аеродинамічну форму, щоб зменшити опір повітря якомога більше і забезпечувати захист від вітру та атмосферних опадів для водія.
Як правило, шосейні мотоцикли спортивного типу мають більш коротку колісну базу, ніж ті, які призначені для більш зручної їзди, і нинішня тенденція в дизайні спортбайків прямує в бік коротшої колісної бази, що дає можливість швидше входити в повороти та зупинятись/розганятись.

## Класифікація
Не існує єдиної універсальної системи класифікації спортивних мотоциклів. Юридичні визначення обмежені місцевою юрисдикцією, і змагання, які проводяться під егідою різних організацій, таких, як Американська асоціація мотоциклістів (АМА) та Міжнародна мотоциклетна федерація (FIM), мають свої набори правил, які застосовуються тільки для тих, хто вирішив взяти участь в їхніх змаганнях. Тим не менш, за сьогоднішніми мірками в Європі, Північній Америці і решті розвиненого світу, спортивні байки, як правило, ділиться на три, чотири або п'ять грубих категорій, що відображають об'єм двигуна, потужність, ціну і використання за призначенням, з великою мірою суб'єктивності.
Спортивний мотоцикл класу в побуті є:
- Легкий, малий, також званий початковим рівнем. До нього відносяться мотоцикли з зазвичай дво-, інколи чотири-тактними двигунами з об'ємом до 500 см³.
- Середній, середнього рівня або суперспорт. Деякі з моделей в цьому діапазоні беруть участь у гонках в класах AMA Supersport Championship, British Supersport і чемпіонату світу Supersport, але багато середньоваговиків не мають значної присутності в гонках. Двигуни з об'ємом 600-750 см³ є типовими.
- Супербайк, літровий клас. Об'єм двигуна становить 1000 см³. Як і суперспорт, багато з моделей цього класу змагаються в гонках типу Superbike.
- Відкритий клас, гіперспорт або гіпербайк[джерело?]— ці терміни використовуються, щоб означити клас вище супербайків для найбільших спортивних мотоциклів з найвищою максимальною швидкістю, з масою трохи більше, ніж у класу Супербайк.

Термін суперспорт і супербайк іноді застосовуються без розбору на всі мотоцикли з потужними двигунами. Класифікація за робочим об'ємом двигуна сама по собі є грубою мірою, особливо при порівнянні двигунів з різною кількістю та розташуванням циліндрів, таких як рядні, V-подібні, не кажучи вже про більш потужні для даного класу двотактні двигуни в порівнянні чотиритактними.
У менш розвинених країнах світу, менші розміри двигуна є нормою, і у відносному вираженні, як малого, середнього та великого зсуву може мати різні значення. Наприклад, в Індії в 2002 році налічувалося близько 37 мільйонів двоколісних транспортних засобів, але з 2008 року, було всього близько 3000 мотоциклів, або менше 0,1%, об'ємом двигуна 1000 см³ або більше. Крім того, сприйняття відносних розмірів змінилося з плином часу в розвинених країнах, від меншого до більшого об'єму. Якщо перший супербайк Honda CB750, що з'явився в 1969 році, називався «великою четвіркою», то сьогодні рядний 4-циліндровий двигун з об'ємом 736,5 см³ буде класифікуватися в середньому діапазоні.

## Варіації
Спорттурери мають багато особливостей, притаманних спортивним мотоциклам, але вони, як правило, розглядаються як окремий клас. Це середньо- і великогабаритні мотоцикли, які пропонують більш комфортну їзду та ергономіку, ніж спеціалізовані спортивні мотоцикли, будучи більш легкими та маневреними, ніж туристичні мотоцикли.
Деякі спортивні мотоцикли продаються як клас репліка, маючи на увазі, що продається модель громадського призначення, ідентична тій, яка використовується в гонках, або, принаймні, ближче до гоночної версії. Суфікси R або RR, які застосовується до коду моделі, можуть бути інтерпретовані як репліка або клас репліки. Епоха випуску моделей-реплік почалася з 1984 року мотоциклом Honda VF750F та у 1985 році Suzuki GSX-R750
З середини 1990-х років популярність почали завойовувати спортивні мотоцикли без обтічників. Такий мотоцикл називається нейкид(з англ.«голий»), або streetfighter. Ці моделі зберігають багато експлуатаційних характеристик спортивних мотоциклів, але, крім скорочених кузова, вони дають водієві більш вертикальне положення, використовуючи, наприклад, більш високе кермо.